# رز براکتیاتا
رز براکتیاتا (نام علمی: Rosa bracteata)  یکی از گونه‌های رز است که در شرق جمهوری خلق چینو تایوان می‌روید. مانند رز روگوزا در سواحل دریا بطور طبیعی یافت می‌شود. از بهار تا پاییز گل آن به صورت تک تک و جداگانه شکوفا می‌شود. قطر گل در حدود ۵ سانتیمتر بوده و به علت بزرگی چشمگیر است.